# 袁元
袁元（?—?），字昌年，汝南（今属河南）人。
徙居青州（今属山东），宋咸平年间进士，任新昌（今属浙江）县令，举族迁浙，世代蕃衍於浙江，被尊称为县令公，為越支袁氏。有子袁田，孫袁宠。